# Llanfairpwllgwyngyll
Llanfair Pwllgwyngyll hay Llanfairpwllgwyngyll (phát âm [ɬanˌvair puɬˈɡwɨ̞nɡɨ̞ɬ]) là một làng lớn và cộng đồng trên đảo Anglesey tại Wales, tọa lạc bên eo biển Menai cạnh cầu Britannia và đối diện với thành phố Bangor bên kia eo biển. Nó còn có tên Llanfairpwll, Llanfair PG, và Llanfairpwllgwyngyllgogerychwyrndrobwllllantysiliogogogoch, phát âm [ˌɬanvairpʊɬˌɡwɨ̞ŋɡɨ̞ɬɡɔˌɡɛrəˌχwərnˌdrɔbʊɬˌɬantəˌsɪljɔˌɡɔɡɔˈɡoːχ] ⓘ.
Theo thống kê 2001, dân số của làng là 3,040, 76% trong số đó nói thông thạo tiếng Wales. Trong thống kê 2011, dân số đã tăng lên 3,107, nhưng chỉ còn 70,62% biết nói tiếng Wales. Đây là điểm dân cư lớn thứ sáu trên đảo theo dân số.
Dạng dài của tên làng được sáng tạo vào thập niên 1860 vì mục đích quảng bá; với 58 ký tự, đây là nơi có cái tên dài nhất châu Âu và dài thứ hai trên thế giới (sau Taumatawhakatangihangakoauauotamateaturipukakapikimaungahoronukupokaiwhenuakitanatahu).